# Китник піхвястий
{{#ifeq:0|0|{{#if:|{{#if:Alopecurusvaginatus|[[]}}|}}}}
Китник піхвястий, китник піхвовий (Alopecurus vaginatus) — вид рослин із родини злакових (Poaceae).

## Біоморфологічна характеристика
Багаторічник. Стебла прямовисні, 18–40 см завдовжки, поодинокі або росте пучками. Кореневища видовжені. Листки переважно базальні. Листові піхви на поверхні голі. Язичок листка 0.5–2 мм завдовжки. Листові пластинки ниткоподібні, плоскі чи звивисті; 1–15 см завдовжки, 1–2 мм ушир; поверхня шорсткувата, шорстка адаксіально; верхівка загострена. Суцвіття — довгаста, яйцеподібна чи куляста волоть, 1.4–2.5 × 0.7–1.3 см. Колосочки містять 1 родючу квіточку, довгасті, стиснуті збоку, 3–4.5 мм завдовжки. Колоскові луски схожі, еліптичні, 3–4.5 мм завдовжки, 1-кілеві, 3-жилкові, з гострою верхівкою, 1-остюкові; остюк 0.6–1.8 мм. Родюча лема довгаста, 3–4.5 мм завдовжки, кілеві, 5-жилкові, з урізаною верхівкою. Палея 1-жилкова; 1-кілева.

## Середовище проживання
Ареал простягається від Криму й Туреччини до західного Пакистану — Крим, азійська Туреччина, Північний Кавказ, Азербайджан, Грузія, Іран, Ірак, Сирія, Палестина, Афганістан, зх. Пакистан.
В Україні вид росте на сухих кам'янистих гірських схилах — у гірському Криму (включаючи передгір'я та ПБК), часто; у сх. ч. Керченського півострова порівняно рідко.